# Nikolaj Ehlers
Nikolaj Ehlers, född 14 februari 1996 i Ålborg, är en dansk professionell ishockeyspelare som spelar för Carolina Hurricanes i NHL.
Han har tidigare spelat för Winnipeg Jets i NHL, Halifax Mooseheads i LHJMQ och EHC Biel i NLA.

## Klubblagskarriär

### NHL

#### Winnipeg Jets
Ehlers blev draftad i 1:a rundan, som nummer 9 totalt, i NHL-draften 2014 av Winnipeg Jets.
Han skrev på ett treårigt entry level-kontrakt med Jets den 7 september 2014 till ett värde av 2,68 miljoner dollar.
Den 4 oktober 2017 skrev han på en sjuårig kontraktsförlängning, värd 42 miljoner dollar, med Jets.

## Privatliv
Nikolaj Ehlers är son till ishockeytränaren och före detta ishockeyspelaren Heinz Ehlers. Han är också kusin till ishockeyforwarden Alexander True som spelar för MoDo Hockey.

## Spelarstatistik
| 2012–13      | EHC Biel           | NLA          | 11  | 1   | 1   | 2   | 0   | 7  | 0  | 3  | 3  | 0  |
| 2013–14      | Halifax Mooseheads | QMJHL        | 63  | 49  | 55  | 104 | 51  | 16 | 11 | 17 | 28 | 18 |
| 2014–15      | Halifax Mooseheads | QMJHL        | 51  | 37  | 63  | 100 | 67  | 14 | 10 | 21 | 31 | 14 |
| 2015–16      | Winnipeg Jets      | NHL          | 72  | 15  | 23  | 38  | 21  | —  | —  | —  | —  | —  |
| 2016–17      | Winnipeg Jets      | NHL          | 82  | 25  | 39  | 64  | 38  | —  | —  | —  | —  | —  |
| 2017–18      | Winnipeg Jets      | NHL          | 82  | 29  | 31  | 60  | 26  | 15 | 0  | 7  | 7  | 2  |
| 2018–19      | Winnipeg Jets      | NHL          | 62  | 21  | 16  | 37  | 15  | 6  | 0  | 0  | 0  | 0  |
| 2019–20      | Winnipeg Jets      | NHL          | 54  | 18  | 23  | 41  | 24  | —  | —  | —  | —  | —  |
| NHL totalt   | NHL totalt         | NHL totalt   | 352 | 108 | 132 | 240 | 124 | 21 | 0  | 7  | 7  | 2  |
| QMJHL totalt | QMJHL totalt       | QMJHL totalt | 114 | 86  | 118 | 204 | 118 | 30 | 21 | 38 | 59 | 32 |
| NLA totalt   | NLA totalt         | NLA totalt   | 11  | 1   | 1   | 2   | 0   | 7  | 0  | 3  | 3  | 0  |